# Caterina Amalia di Orange-Nassau
Caterina Amalia, principessa d'Orange (nome completo in olandese Catharina-Amalia Beatrix Carmen Victoria; L'Aia, 7 dicembre 2003), è l'erede al trono del Regno dei Paesi Bassi, costituito dalle nazioni dei Paesi Bassi, di Curaçao, di Aruba e di Sint Maarten.
È la maggiore delle tre figlie del re Guglielmo Alessandro e della regina Máxima e la seconda tra i nipoti della regina Beatrice e di Claus van Amsberg. Ha due sorelle minori: Alexia e Ariane.

## Biografia

### Nascita e battesimo

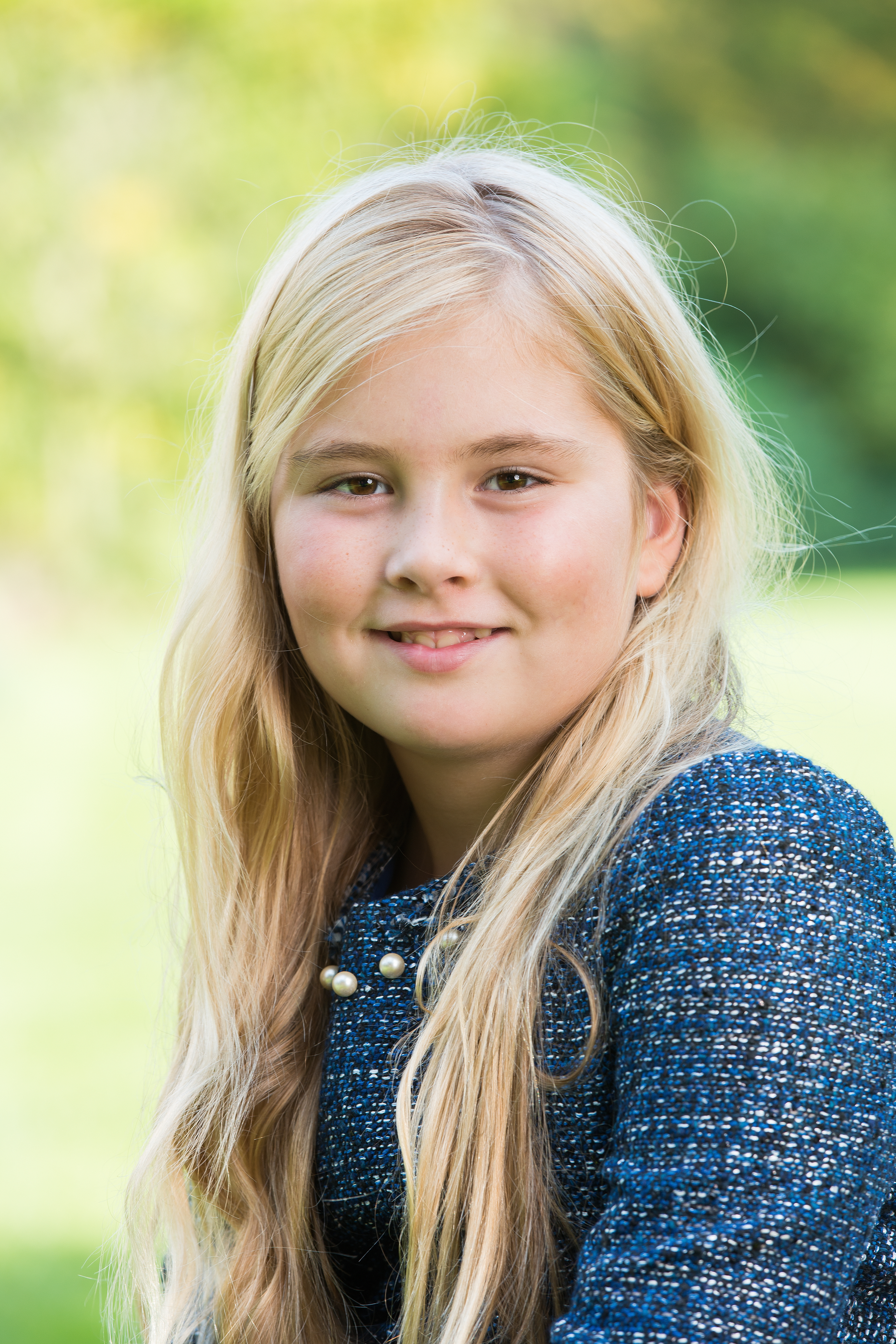
La principessa d'Orange (2014)

La principessa Catharina-Amalia Beatrix Carmen Victoria è nata alle 17:01 del 7 dicembre 2003 al Bronovo Hospital a L'Aia, primogenita dell'allora principe Guglielmo Alessandro e la seconda fra i nipoti dell'allora regina Beatrice dei Paesi Bassi e del principe Claus van Amsberg. Dopo che la sua nascita è stata resa pubblica, 101 colpi di cannone a salve sono stati sparati nei quattro angoli del Regno dei Paesi Bassi: Den Helder e L'Aia nei Paesi Bassi, Willemstad nelle Antille Olandesi, e Oranjestad ad Aruba.
Il 12 giugno 2004 è stata battezzata dal reverendo Carel ter Linden nella Grote of Sint-Jacobskerk a L'Aia. I suoi padrini e madrine sono stati suo zio, il principe Constantijn di Orange-Nassau, la principessa ereditaria Vittoria di Svezia, l'allora vicepresidente del Consiglio di Stato dei Paesi Bassi Herman Tjeenk Willink, l'amica di sua madre Samantha Deane, suo zio Martín Zorreguieta e l'amico di suo padre Marc ter Haar.
I nonni materni, Jorge Zorreguieta e María del Carmen Cerruti Carricart, cui era stato proibito di partecipare alle nozze dei suoi genitori nel 2002 a causa del coinvolgimento di Zorreguieta nel regime del generale Jorge Rafael Videla, erano presenti al suo battesimo, trattandosi di un evento privato piuttosto che di un affare di stato.

### Educazione e formazione
Dal 2007 al 2014 la principessa ha frequentato la scuola primaria pubblica Bloemcampschool a Wassenaar. Ha studiato presso la Christelijk Gymnasium Sorghvliet a L'Aia, dove si è diplomata nel 2021 con il massimo dei voti. Durante le superiori ha partecipato al consiglio studentesco ed alle conferenze Model United Nations.
Parla fluentemente olandese, inglese e spagnolo. Suona il violino ed ha interesse per la danza classica, l'hockey, il judo e l'equitazione.
Dopo il diploma, ha annunciato che si sarebbe presa un anno sabbatico. La principessa ha trascorso questo anno svolgendo uno stage presso l'Orange Fund e ha fatto volontariato presso altre organizzazioni.
Dal 5 settembre 2022, Caterina Amalia studia all'Università di Amsterdam per una laurea in Scienze Politiche, Psicologia, Diritto ed Economia (PPLE). Trasferitasi inizialmente presso una casa dello studente, è stata obbligata a spostarsi per motivi di sicurezza.

### Incarichi di corte
Il 19 giugno 2010, ha fatto da damigella al matrimonio della sua madrina, la Principessa Ereditaria di Svezia, con Daniel Westling.

#### Principessa d'Orange
La regina Beatrice ha abdicato al trono olandese il 30 aprile 2013. Quando suo padre è salito al trono, la principessa Caterina Amalia è diventata la principessa d'Orange come legittimo erede. Fa parte della nuova generazione in cambiamento: con Vittoria di Svezia, Estelle di Svezia, Ingrid Alexandra di Norvegia, Elisabetta del Belgio e Leonor di Spagna, è una delle sei principesse che saranno chiamate a regnare in Europa.
Caterina Amalia ha assunto un seggio tra i consiglieri del Consiglio di Stato dei Paesi Bassi dopo aver raggiunto la maggiore età.
A gennaio e febbraio del 2023, Caterina Amalia è andata in tour nei Caraibi olandesi con i suoi genitori. Hanno visitato Aruba, Curaçao, Sint Maarten, Bonaire, Sint Eustatius e Saba. È stato il suo primo tour reale ufficiale. Il 5 maggio 2023, Caterina Amalia ha partecipato al ricevimento a Buckingham Palace la sera prima dell'incoronazione di re Carlo III del Regno Unito e della regina Camilla. Nel giugno 2023, hanno partecipato, con i genitori, al matrimonio del principe ereditario Husayn di Giordania e Rajwa Al Saif.

## Titoli, trattamento e stemma

### Titoli e trattamento
- 7 dicembre 2003 – 30 aprile 2013: Sua Altezza Reale la Principessa Catharina-Amalia dei Paesi Bassi, Principessa di Orange-Nassau
- 30 aprile 2013 - attuale: Sua Altezza Reale la Principessa d'Orange, Principessa dei Paesi Bassi, Principessa di Orange-Nassau
  - in olandese: Hare Koninklijke Hoogheid De Prinses van Oranje

Con il Decreto Reale del 25 gennaio 2002, n. 41, viene deciso che tutti i figli del principe Guglielmo Alessandro portino il titolo di principe (o principessa) dei Paesi Bassi e principe (o principessa) di Orange-Nassau.

### Stemma e stendardi

Stemma delle figlie di Willem-Alexander dei Paesi Bassi, dal 2013.
Stemma delle figlie di Willem-Alexander dei Paesi Bassi, dal 2013.
Stendardo delle figlie di Willem-Alexander dei Paesi Bassi, dal 2013.
Monogramma personale di Caterina Amalia, Principessa d'Orange.

## Ascendenza
|                                      |                                   |                                    | Genitori                                 |  |  | Nonni |  |  | Bisnonni                |  |  | Trisnonni           |  |
|                                      |                                   |                                    |                                          |  |  |       |  |  | Claus Felix von Amsberg |  |  | Wilhelm von Amsberg |  |
|                                      |                                   |                                    |                                          |  |  |       |  |  | Claus Felix von Amsberg |  |  | Wilhelm von Amsberg |  |
|                                      |                                   | Elise von Vieregge                 |                                          |  |  |       |  |  | Claus Felix von Amsberg |  |  |                     |  |
| Claus van Amsberg                    |                                   |                                    |                                          |  |  |       |  |  | Claus Felix von Amsberg |  |  |                     |  |
|                                      |                                   | Gösta von dem Bussche-Haddenhausen | George von dem Bussche-Haddenhausen      |  |  |       |  |  |                         |  |  |                     |  |
|                                      |                                   | Gösta von dem Bussche-Haddenhausen | George von dem Bussche-Haddenhausen      |  |  |       |  |  |                         |  |  |                     |  |
|                                      |                                   | Gösta von dem Bussche-Haddenhausen | Gabriele von dem Bussche-Ippenburg       |  |  |       |  |  |                         |  |  |                     |  |
| Guglielmo Alessandro dei Paesi Bassi |                                   | Gösta von dem Bussche-Haddenhausen |                                          |  |  |       |  |  |                         |  |  |                     |  |
|                                      |                                   | Bernardo di Lippe-Biesterfeld      | Bernardo di Lippe-Biesterfeld            |  |  |       |  |  |                         |  |  |                     |  |
|                                      |                                   | Bernardo di Lippe-Biesterfeld      | Bernardo di Lippe-Biesterfeld            |  |  |       |  |  |                         |  |  |                     |  |
|                                      |                                   | Bernardo di Lippe-Biesterfeld      | Armgard di Sierstorpff-Cramm             |  |  |       |  |  |                         |  |  |                     |  |
| Beatrice dei Paesi Bassi             |                                   | Bernardo di Lippe-Biesterfeld      |                                          |  |  |       |  |  |                         |  |  |                     |  |
|                                      |                                   | Giuliana dei Paesi Bassi           | Enrico di Meclemburgo-Schwerin           |  |  |       |  |  |                         |  |  |                     |  |
|                                      |                                   | Giuliana dei Paesi Bassi           | Enrico di Meclemburgo-Schwerin           |  |  |       |  |  |                         |  |  |                     |  |
|                                      |                                   | Giuliana dei Paesi Bassi           | Guglielmina dei Paesi Bassi              |  |  |       |  |  |                         |  |  |                     |  |
| Caterina Amalia dei Paesi Bassi      |                                   | Giuliana dei Paesi Bassi           |                                          |  |  |       |  |  |                         |  |  |                     |  |
|                                      | Juan Antonio Zorreguieta Bonorino | Amadeo Zorreguieta Hernández       |                                          |  |  |       |  |  |                         |  |  |                     |  |
|                                      | Juan Antonio Zorreguieta Bonorino | Amadeo Zorreguieta Hernández       |                                          |  |  |       |  |  |                         |  |  |                     |  |
|                                      | Juan Antonio Zorreguieta Bonorino | Máxima Blanca Bonorino González    |                                          |  |  |       |  |  |                         |  |  |                     |  |
| Jorge Zorreguieta                    | Juan Antonio Zorreguieta Bonorino |                                    |                                          |  |  |       |  |  |                         |  |  |                     |  |
|                                      |                                   | Cesira Maria Stefanini Borella     | Oreste Stefanini                         |  |  |       |  |  |                         |  |  |                     |  |
|                                      |                                   | Cesira Maria Stefanini Borella     | Oreste Stefanini                         |  |  |       |  |  |                         |  |  |                     |  |
|                                      |                                   | Cesira Maria Stefanini Borella     | Tullia Carolina Borella                  |  |  |       |  |  |                         |  |  |                     |  |
| Máxima dei Paesi Bassi               |                                   | Cesira Maria Stefanini Borella     |                                          |  |  |       |  |  |                         |  |  |                     |  |
|                                      |                                   | Jorge Horacio Cerruti de Sautu     | Santiago Anastasio Cerruti Ponce de León |  |  |       |  |  |                         |  |  |                     |  |
|                                      |                                   | Jorge Horacio Cerruti de Sautu     | Santiago Anastasio Cerruti Ponce de León |  |  |       |  |  |                         |  |  |                     |  |
|                                      |                                   | Jorge Horacio Cerruti de Sautu     | María de las Mercedes de Sautu Martínez  |  |  |       |  |  |                         |  |  |                     |  |
| María del Carmen Cerruti Carricart   |                                   | Jorge Horacio Cerruti de Sautu     |                                          |  |  |       |  |  |                         |  |  |                     |  |
|                                      |                                   | María del Carmen Carricart Cieza   | Domingo Carricart Etchart                |  |  |       |  |  |                         |  |  |                     |  |
|                                      |                                   | María del Carmen Carricart Cieza   | Domingo Carricart Etchart                |  |  |       |  |  |                         |  |  |                     |  |
|                                      |                                   | María del Carmen Carricart Cieza   | María del Carmen Cieza Rodríguez         |  |  |       |  |  |                         |  |  |                     |  |
|                                      |                                   | María del Carmen Carricart Cieza   |                                          |  |  |       |  |  |                         |  |  |                     |  |